# Dreiband-Europameisterschaft 1964

Logo CEB (ausrichtender Verband)

Veranstaltungsort: Kopenhagen

Die Dreiband-Europameisterschaft 1964 war das 22. Turnier in dieser Disziplin des Karambolagebillards und fand vom 22. bis 26. Januar 1964 in Kopenhagen statt. Es war die erste Dreiband-Europameisterschaft in Skandinavien.

## Geschichte
Wieder war es Raymond Ceulemans der in Kopenhagen das Turnier beherrschte. Die ersten drei Plätze waren identisch mit der letzten Europameisterschaft in Brüssel. Bei allgemein etwas schwächeren Durchschnittsleistungen war er der einzige Akteur der Weltklasseformat zeigte. In der Partie gegen den Deutschen Ernst Rudolph gelang es Ceulemans, den 1955 aufgestellten Serien-Europarekord des Niederländers Herman Popeijus, von 15 auf jetzt 17 Points zu verbessern. Ernst Rudolph startete sensationell in das Turnier. Nach fünf Partien lag er und Ceulemans mit jeweils 5 Siegen an der Tabellenspitze. Er brauchte in seinen restlichen drei Partien nur noch ein Unentschieden um sich einen Medaillenplatz zu sichern. Leider verlor er gegen Raymond Ceulemans und Johann Scherz deutlich. Gegen den Niederländer Henny de Ruijter war es sehr knapp. Rudolph verlor in einer kampfbetonten Partie knapp mit 58:60 in 89 Aufnahmen und wurde "nur" Vierter.

## Modus
Gespielt wurde im System „Jeder gegen Jeden“ bis 60 Punkte mit Nachstoß/Aufnahmegleichheit.

## Abschlusstabelle
| MP    | Match Points (Sieger = 2; Unentschieden = 1; Verlierer = 0) |
| Pkte. | Erzielte Karambolagen                                       |
| Aufn. | Benötigte Versuche                                          |
| GD    | Generaldurchschnitt                                         |
| BED   | Bester Einzeldurchschnitt eines Spielers                    |
| HS    | Höchstserie                                                 |
|       | Bester GD des Turniers                                      |
|       | Bester ED des Turniers                                      |
|       | Beste HS des Turniers                                       |
|       | 1. Platz (Gold)                                             |
|       | 2. Platz (Silber)                                           |
|       | 3. Platz (Bronze)                                           |

| Endklassement              | Endklassement      | Endklassement | Endklassement | Endklassement | Endklassement | Endklassement | Endklassement |
| Platz                      | Name               | MP            | Pkte.         | Aufn.         | GD            | BED           | HS            |
| -------------------------- | ------------------ | ------------- | ------------- | ------------- | ------------- | ------------- | ------------- |
| 1                          | Raymond Ceulemans  | 16:0          | 480           | 401           | 1,197         | 1,764         | 17            |
| 2                          | Johann Scherz      | 12:4          | 438           | 500           | 0,876         | 1,200         | 9             |
| 3                          | Raymond Steylaerts | 10:6          | 447           | 530           | 0,843         | 1,111         | 7             |
| 4                          | Ernst Rudolph      | 10:6          | 424           | 571           | 0,742         | 0,937         | 7             |
| 5                          | Roger Hanoun       | 8:8           | 433           | 579           | 0,747         | 0,909         | 8             |
| 6                          | Henny de Ruijter   | 6:10          | 393           | 563           | 0,698         | 0,769         | 7             |
| 7                          | Jacques Blanc      | 4:12          | 394           | 623           | 0,632         | 0,674         | 9             |
| 8                          | Victor Hugo Leal   | 4:12          | 324           | 568           | 0,570         | 0,666         | 6             |
| 9                          | Søren Søgaard      | 2:14          | 394           | 646           | 0,608         | 0,722         | 8             |
| Turnierdurchschnitt: 0,748 |                    |               |               |               |               |               |               |